# Mokra (Bela Palanka)
Pour les articles homonymes, voir Mokra.
Mokra (en serbe cyrillique : Мокра) est un village de Serbie situé dans la municipalité de Bela Palanka, district de Pirot. Au recensement de 2011, il comptait 186 habitants.

## Démographie

### Évolution historique de la population
| 1948  | 1953  | 1961  | 1971 | 1981 | 1991 | 2002 | 2011 |
| ----- | ----- | ----- | ---- | ---- | ---- | ---- | ---- |
| 1 481 | 1 431 | 1 082 | 714  | 555  | 402  | 315  | 186  |

|  |